# Estadi Shah Alam
L'Estadi Shah Alam és un pavelló esportiu situat a Selangor, Malàisia. Va ser inaugurat el 1994 amb una capacitat per a 80.372 espectadors, és utilitzat per partits de futbol i competicions d'atletisme sent el segon recinte amb més capacitat al país, només per sota de l'Estadi Nacional Bukit Jalil de Kuala Lumpur.

## Història
La construcció de l'estadi va començar l'1 de gener de 1990 i va ser inaugurat oficialment el 16 de juliol de 1994, en un partit amistós entre el club local Selangor FA i l'escocès Dundee United, partit que va finalitzar empatat 1-1. L'estadi va ser dissenyat per l'arquitecte malai, Hijjaz Kasturi i consisteix en dues grans estructures d'arcs d'acer independents construïts amb l'última tecnologia.
Va ser seu de la Copa Mundial de Futbol Juvenil de 1997 allotjant la final, i també una de les subseus de la Copa d'Àsia 2007.

En l'actualitat, a l'estadi disputen els seus partits els clubs Selangor FA i PKNS FC que disputen la Superlliga de Malàisia, i algun cop també han sigut locals la Selecció de futbol de Malàisia.

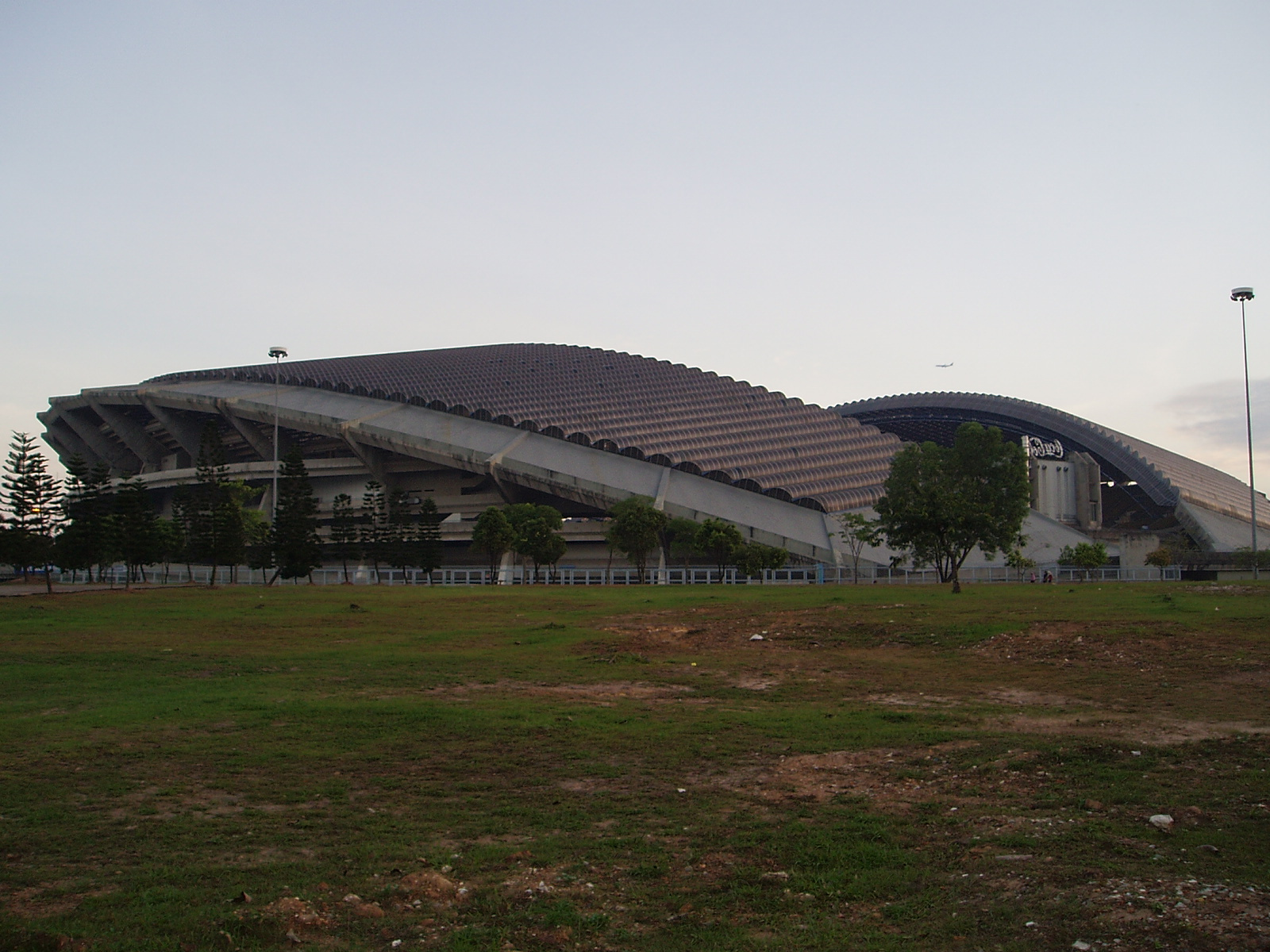
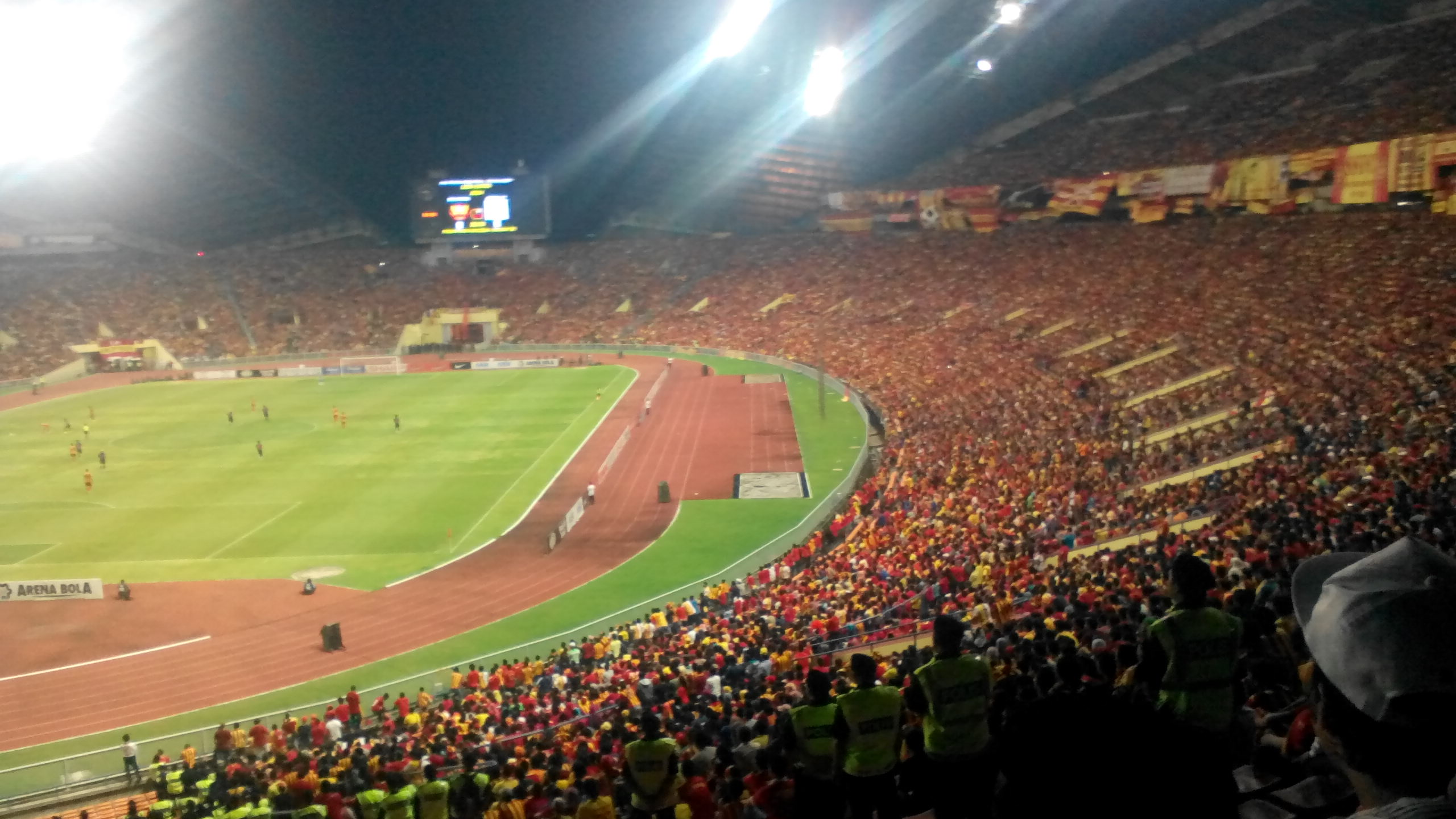